# Scrophularia racemosa
Scrophularia racemosa är en flenörtsväxtart som beskrevs av Richard Thomas. Lowe. Scrophularia racemosa ingår i släktet flenörter, och familjen flenörtsväxter. Inga underarter finns listade i Catalogue of Life.